# Âme (groupe)
Pour les articles homonymes, voir Âme (homonymie).
Âme est un duo allemand de deep et tech house. Il est composé de Frank Wiedemann et Kristian Beyer, membres-fondateurs, accompagnés de leur compatriote Dixon, et signé au label Innervisions. Lors de ses prestations scéniques, Âme a la particularité de se scinder en fonction du format : Kristian Beyer assure les DJ sets et Frank Wiedemann joue en live.

## Histoire
Frank Wiedemann et Kristian Beyer sont originaires de Karlsruhe et se rencontrent dans la boutique de disques que possède ce dernier. En 2005, Âme sort son quatrième EP dont le titre REJ les révèlent sur la scène mondiale.
En 2012, le duo sort son premier album live.

## Discographie

### Remixes notables
- Moderat - Running (Âme Remix)
- Howling - Howling (Âme Remix)
- Osunlade - Envision (Âme Remix)
- The xx - Reunion (Âme Remix)
- Sailor and I - Turn Around (Âme Remix)
- Wahoo - Holding You (Âme Remix)
- Jazzanova - Glow and Glare (Âme Remix)